# Quận Ramsey, North Dakota
Quận Ramsey là một quận thuộc tiểu bang Bắc Dakota, Hoa Kỳ. Quận lỵ đóng ở Devils Lake6. Quận được đặt tên theo Alexander Ramsey. Dân số theo điều tra năm 2010 của Cục điều tra dân số Hoa Kỳ là 11451 người.

## Địa lý
Theo Cục điều tra dân số Hoa Kỳ, quận này có diện tích 3370km2, trong đó có 295km2 là diện tích mặt nước.